# Rybí polévka (Česko)
Rybí polévka je tradiční rybí polévka české národní kuchyně podávaná také tradičně při štědrovečerní večeři. Připravuje se z hlav a kostí kapra (vánočního), z kořenové zeleniny, vody a z koření, podle chuti lze také použít jikry a mlíčí, kapří maso, smetanu nebo bílé víno. Recept na ni zřejmě pochází z Vídně, kde byla pod názvem Fischbeuschelsuppe známa již v 18. století. Vídeňská úprava se od české liší kyselejší chutí, jíž se dosahuje použitím zakysané smetany nebo malého množství octa.